# 1429 en littérature
| Années de la littérature : 1426 - 1427 - 1428 - 1429 - 1430 - 1431 - 1432    |
| Décennies de la littérature : 1390 - 1400 - 1410 - 1420 - 1430 - 1440 - 1450 |

Cet article présente les faits marquants de l'année 1429 en littérature.

## Parutions

### Poésie
- En juillet, Christine de Pisan écrit son Ditié de Jehanne d'Arc, dédié à Jeanne d'Arc.

## Naissances
- Giovanni Pontano, homme politique, homme de lettres et humaniste italien, mort en 1503.